# FK Austria Vienne
Maillots
Actualités
Le FK Austria Vienne (en allemand : Fußballklub Austria Wien) est un club de football autrichien basé à Vienne. Le club, nommé Wiener Amateur-Sportverein de 1910 à 1926, joue en première division du championnat professionnel autrichien. Le stade Franz-Horr, stade de 12 500 places, accueille ses matchs à domicile depuis 1973. Il possède un centre de formation, la Frank Stronach Akademie du nom d'un des grands mécènes du club.
L'Austria Vienne et ses 24 titres de Champion d'Autriche et 27 Coupe d'Autriche est l'un des deux grands clubs de football d'Autriche avec le SK Rapid Vienne. Non titrée sur la scène européenne, les « Violettes » (le surnom de l'équipe) atteignent la finale de la Coupe d'Europe des vainqueurs de coupe de football en 1978.

## Historique

### De la fondation du club (1911) aux années 1960
Le FK Austria Vienne est fondé le 15 mars 1911 sous le nom de Wiener Amateur Sportvereinigung par les joueurs et dirigeants du Vienna Cricket and Football-Club. D'entrée de jeu, les dirigeants décident de faire du violet et du blanc les couleurs de ce club qui obtient rapidement de bons résultats. L'équipe remporte son premier Titre de Champion d'Autriche en 1924 trois ans après avoir gagné sa première Coupe d'Autriche. En 1926, et à la suite du passage de l'équipe au statut professionnel, le terme 'Amateur' inscrit dans le nom de l'association sportive est remplacé par Austria (« Autriche » en latin). Le Fußballklub Austria Wien est né.
Les années 1930 sont une période faste pour l'Austria qui remporte deux Coupe Mitropa, une compétition réunissant les meilleures équipes d'Europe centrale en 1933 et 1936. Matthias Sindelar, élu dans la Onze autrichien du siècle fait alors les beaux jours du club viennois. Il marque 128 buts de 1924 à 1939 pour l'Austria (deuxième but de l'Histoire du club).
En 1938 et jusqu'en 1945, l'Autriche est incorporée à l'Allemagne (c'est l'Anschluss). Durant cette période, il dispute le championnat amateur organisé par le Régime nazi en Autriche, la Gauliga Ostmark, mais sans y briller. L'Austria est alors rebaptisé SC Ostmark Wien pour ne pas aviver le nationalisme autrichien. Quelques joueurs de l'équipe de par leurs origines juives ou leurs opinions politiques doivent fuir leur pays. D'autres qui ont choisi de rester sont victimes du Régime autrichien, lié au régime nazi de Berlin.

### Les années 1960-1970, le premier âge d'or
La Guerre terminée, l'Austria retrouve le chemin du succès dans son Championnat domestique qui redémarre en 1946. Il obtient trois titres de Champion d'Autriche en 1949, 1950 et 1953. C'est alors qu'opère dans l'équipe, Ernst Stojaspal, auteur de 218 buts de 1945 à 1954 (meilleur buteur de l'Histoire du club).
Les années 1960 marquent le début d'une période en or pour l'Austria de Vienne, la Violette remportant 16 titres en 33 saisons entre 1960 et 1993.
La décennie 1960 commence avec trois titres d'affilée (1961, 1962 et 1963) et se termine avec deux autres (1969, 1970) sous la direction de Ernst Ocwirk. Les Autrichiens joue d'ailleurs leur première Coupe d'Europe lors de la saison 1960-1961 en disputant la Coupe d'Europe des vainqueurs de coupes. Les vedettes de l'équipe sont alors Horst Nemec, avant-centre considéré alors comme l'un des meilleurs de l'Europe; Ernst Fiala, attaquant, maître à jouer et âme de l'équipe, Johann Geyer, milieu de terrain plutôt dur sur l'homme; Horst Hirnschrodt, qui occupe l'aile droite de l'attaque viennoise; Robert Sara qui reste vingt ans fidèle au club et détient le record du nombre de matches pour la Violette (561 matches).

### 1976-1986: le second âge d'or et les différents succès sur la scène européenne
Après une période très moyenne pour le club de 1970 à 1975, l'Austria revient de nouveau sur le devant de la scène avec l'arrivée d'une jeune génération de talents dont Herbert Prohaska, Felix Gasselich, Thomas Parits puis quelques saisons plus tard Walter Schachner ou Gerhard Steinkogler. De 1975 à 1986 et grâce à des équipes dont la moyenne d'âge ne dépasse pas 23 ans, les Violets décrochent 8 titres de Champion d'Autriche (lors des saisons 1975–76; 1977–78, 1978–79, 1979–80, 1980–81; 1983–84, 1984–85, 1985–86). L'Austria brille même sur la scène européenne en atteignant la finale de la Coupe d'Europe des vainqueurs de coupe de football 1977-1978, battu sévèrement par le Royal Sporting Club d'Anderlecht 4-0. La saison suivante, les Viennois atteignent les demi-finales de la Coupe des clubs champions européens 1978-1979, éliminés d'un but par les Suédois de Malmö FF 0-0 dans son Stade Franz-Horr et perdant 1-0 au match retour en Suède.
Après plusieurs succès domestique, l'Austria brille de nouveau durant la saison 1982-1983 en Coupe des Coupes vaincu par le Real Madrid 3-1 en Catalogne après avoir fait match nul 2 à 2 à domicile.
Après deux éliminations en quart de finale au cours des deux saisons suivantes (éliminés par Tottenham Hotspur en 1984 en Coupe de l'UEFA et en 1985 en Coupe des Champions par Liverpool), l'Austria ne brille plus sur la scène européennes pendant une vingtaine d'années et cela malgré de nombreuses qualifications dans les trois compétitions continentales et une génération de joueurs intéressantes: l'attaquant Toni Polster y joue de 1982 à 1987 tout comme l'international hongrois Tibor Nyilasi qui marque l'histoire du club en multipliant les buts (81 en 120 matches) sous la tunique violette de 1983 à 1988.

### Les années 1990 et 2000
Bien que brillant dans son championnat domestique où il apparaît comme un épouvantail en Autriche au début des années 1990 (trois titres de Champion en 1991, 1992 et 1993, trois Coupes d'Autriche en 1990, 1992 et 1994 et quatre Supercoupe d'Autriche de 1991 à 1994), l'Austria a pourtant beaucoup de mal à percer sur la scène européenne, victime de la difficulté du football autrichien dans son ensemble à peser face à ses voisins européens. L'équipe est alors mené par des joueurs du calibre de José Alberto Percudani (1988-1990), Peter Stoger (1988-1994) ou Jewgenij Milewskij (1989-1991).
Après cette série de succès locaux, l'Austria, de 1995 à 2002, connait sept saisons d'anonymat, ancré dans le ventre mou du Championnat. C'est alors que le club est racheté par le richissime homme d'affaires Frank Stronach, gérant de l'entreprise Magna International. À cette occasion, l'Austria Vienne est rebaptisé FK Austria Memphis Magna du nom du sponsor. À partir de 1999, date de reprise du club par l'Austro-Canadien, le club change de statut grâce à ce mécène qui injecte des millions dans le recrutement. Pourtant, les résultats ne sont pas à la hauteur de l'investissement : l'Austria ne récolte en effet que trois coupes d'Autriche et deux titres de champion : en 2003, sous la houlette du charismatique entraineur allemand Christoph Daum et lors de la saison 2005-2006 avec Roland Linz, Vladimír Janočko, Joey Didulica, Libor Sionko, Filip Šebo ou Sigurd Rushfeldt. Le 25 novembre 2005, à la suite d'une opposition d'une partie des dirigeants du club, Stronach abandonne les rênes du club.
Ces années sont également marquées par le (bref) retour sur le devant de la scène européenne vingt ans après l'embellie des années 1980. Lors de l'édition de la Coupe UEFA 2004-2005, les Viennois retrouvent en effet les quarts de finale d'une Coupe d'Europe. Cette saison-là et après une campagne européenne longue de quatorze matches, l'Austria cède (mais sans perdre avec deux matches nuls 0-0 et 1-1) face au Parme FC.
La saison 2006-2007 est catastrophique avec une dernière place à la trêve hivernale, une élimination en phase préliminaire de la Ligue des champions de l'UEFA et un parcours ridicule en Coupe de l'UEFA (0 point en phase de poules). Mais le club se relève en fin de saison en terminant septième et en décrochant la Coupe d'Autriche. À noter que l'Austria n'a jamais connu l'affront d'une descente en deuxième division depuis sa création en 1911.
Le 1er juillet 2008 et après la fin du contrat liant la multinationale au club viennois, l'Austria retrouve son nom original de 'FK Austria Wien'. C'est à cette date également que Sun Xiang rejoint les rangs du club, devenant le premier Chinois à jouer dans le Championnat d'Autriche de football.
À la fin des années 2000, l'Austria ne parvient à décrocher le titre national, concurrencé par son rival viennois du Rapid Vienne et du Red Bull Salzbourg (ex Austria Salzbourg), actuellement l'équipe la plus compétitive du pays (trois titres de 2007 à 2010). L'Austria au cours de la saison 2009-2010 termine deuxième du championnat et se qualifie pour la Ligue Europa 2010-2011. Il compte dans ses rangs l'international Roland Linz ou le Slovène Milenko Ačimovič, capitaine de l'équipe.

### Le Onze idéal
En 2001 et à l'occasion des 90 ans du club, le club présente l'équipe type de l'Austria du siècle[réf. nécessaire] :
| Friedl Koncilia                                                |
| Robert Sara, Karl Stotz, Erich Obermayer                       |
| Walter Nausch, Herbert Prohaska, Ernst Ocwirk, Ernst Stojaspal |
| Horst Nemec, Matthias Sindelar, Toni Polster                   |

## Bilan sportif

### Palmarès
| Compétitions nationales | Compétitions internationales                                                                         |
| - Championnat d'Autriche (24) - Champion : 1924, 1926, 1949, 1950, 1953, 1961, 1962, 1963, 1969, 1970, 1976, 1978, 1979, 1980, 1981, 1984, 1985, 1986, 1991, 1992, 1993, 2003, 2006, 2013 - Vice-champion : 1920, 1921, 1923, 1925, 1937, 1946, 1952, 1954, 1964, 1972, 1982, 1983, 1987, 1988, 1990, 1994, 2004, 2010, 2017 - Coupe d'Autriche (27) - Vainqueur : 1921, 1924, 1925, 1926, 1933, 1935, 1936, 1948, 1949, 1960, 1962, 1963, 1967, 1971, 1974, 1977, 1980, 1982, 1986, 1990, 1992, 1994, 2003, 2005, 2006, 2007, 2009 - Finaliste : 1920, 1922, 1927, 1930, 1947, 1964, 1984, 1985, 2004, 2013, 2015 - Supercoupe d'Autriche (7) - Vainqueur : 1990, 1991, 1992, 1993, 2003, 2004, 2007 - Finaliste : 1986, 1994 | - Coupe d'Europe des vainqueurs de coupe - Finaliste : 1978 - Coupe Mitropa - Vainqueur : 1933, 1936 |

### Bilan européen
| Compétition              | P  | M   | V  | N  | D   | BP  | BC  | Diff. |
| ------------------------ | -- | --- | -- | -- | --- | --- | --- | ----- |
| Ligue des champions (C1) | 19 | 73  | 25 | 16 | 32  | 100 | 110 | -10   |
| Coupe des coupes (C2)    | 8  | 39  | 10 | 15 | 14  | 41  | 54  | -13   |
| Ligue Europa (C3)        | 20 | 121 | 45 | 31 | 45  | 181 | 180 | +1    |
| Ligue Conférence (C4)    | 5  | 18  | 6  | 4  | 8   | 28  | 35  | -7    |
| Coupe Intertoto          | 5  | 20  | 4  | 4  | 12  | 27  | 34  | -7    |
| Total                    | 57 | 281 | 90 | 70 | 111 | 377 | 413 | -36   |

## Les entraîneurs
- 1911–1912 :  Jimmy Hogan
- 1912–1913 :  Hugo Meisl
- 1914–1918 : -
- 1919–1921 :  Johann Andres
- 1922–1927 :  Gustav Lanzer
- 1928–1930 :  Robert Lang
- 1930–1931 :  Karl Kurz
- 1931–1932 : Rudolf Seidl
- 1933 : Karl Schrott
- 1933–1935 :  Josef Blum
- 1935–1936 :  Jenő Konrád
- 1936–1937 :  Walter Nausch
- 1937–1938 :  Matthias Sindelar
- 1939–1940 :  Josef Schneider
- 1941–1942 : Karl Schneider
- 1943–1945 : -
- 1945 :  Karl Geyer
- 1946–1954 :  Heinrich Müller
- 1954–1955 :  Walter Nausch
- 1956–1957 :  Leopold Vogl
- 1957–1958 :  Karl Adamek
- 1958–1959 :  Josef Smistik
- 1959–1960 :  Walter Probst
- 1960–1962 :  Karl Schlechta
- 1962–1964 :  Eduard Frühwirth
- 1964–1971 :  Ernst Ocwirk
- 1971–1972 :  Heinrich Müller
- 1972–1972 :  Karl Stotz
- 1973 :  Béla Guttmann
- 1973–1974 :  Josef Pecanka
- 1974 :  Josef Argauer
- 1974–1975 :  Robert Dienst
- 1975 :  Johann Löser
- 1976–1977 :  Karl Stotz
- 1977–1979 :  Hermann Stessl
- 1979–1982 :  Erich Hof
- 1982–1984 :  Václav Halama
- 1984–1985 :  Thomas Parits
- 1985–1986 :  Hermann Stessl
- 1986–1987 :  Thomas Parits
- 1987 :  Karl Stotz
- 1987–1988 :  Ferdinand Janotka
- 1988 :  August Starek
- 1988 :  Robert Sara
- 1989–1990:  Erich Hof
- 1990–1992 :  Herbert Prohaska
- 1992–1993 :  Hermann Stessl
- 1993–1994 :  Josef Hickersberger
- 1994–1995 :  Egon Coordes
- 1995–1996 :  Horst Hrubesch
- juin 1996–avril 1997 :  Walter Skocik
- avril 1997–avril 1998 :  Wolfgang Frank
- avril 1998-mai 1998 :  Robert Sara
- mai 1998–avril 1999 :  Zdenko Verdenik
- avril 1999-mai 1999 :  Friedl Koncilia
- mai 1999–mai 2000 :  Herbert Prohaska
- mai 2000 :  Ernst Baumeister
- juin 2000–mars 2001 :  Heinz Hochhauser
- mars 2001-août 2001 :  Arie Haan
- août 2001-décembre 2001 :  W. Hörmann/ A. Pfeffer
- décembre 2001–mai 2002 :  Dietmar Constantini
- juin 2002-octobre 2002 :  Walter Schachner
- octobre 2002–juin 2003 :  Christoph Daum
- juin 2003–mars 2004 :  Joachim Löw
- 2004–mai 2005 :  Lars Søndergaard
- 2005–octobre 2006 :  Frenkie Schinkels
- octobre 2006–mars 2008 :  Georg Zellhofer
- mars 2008-juin 2008 :  Dietmar Constantini
- 2008-déc. 2011 :  Karl Daxbacher
- déc. 2011-2012 :  Ivica Vastic
- mai 2012–juin 2013 :  Peter Stöger
- juin 2013–février 2014 :  Nenad Bjelica
- février 2014–2014 :  Herbert Gager
- juin 2014-mars 2015 :  Gerald Baumgartner
- mars 2015-mai 2015 :  Andreas Ogris
- mai 2015-février 2018 :  Thorsten Fink
- février 2018-mars 2019 :  Thomas Letsch
- mars 2019-2019 :  Robert Ibertsberger
- 2019-juillet 2020 :  Christian Ilzer
- juillet 2020-juin 2021 :  Peter Stöger
- juillet 2021-décembre 2022 :  Manfred Schmid

## Grands joueurs d'hier et d'aujourd'hui
- Ernst Aigner
- David Alaba
- Ernst Baumeister
- Julian Baumgartlinger
- Ernst Dospel
- Thomas Flögel
- Felix Gasselich
- Ralph Hasenhüttl
- Walter Hörmann
- Philipp Hosiner
- Zlatko Junuzovic
- Florian Klein
- Wolfgang Knaller
- Walter Kogler
- Friedl Koncilia
- Sanel Kuljic
- Roland Linz
- Christian Mayrleb
- Erich Obermayer
- Ernst Ocwirk
- Andreas Ogris
- Rubin Okotie
- Anton Pfeffer
- Toni Polster
- Herbert Prohaska
- Christian Prosenik
- Alfred Riedl
- Robert Sara
- Walter Schachner
- Paul Scharner
- Franz Schiemer
- Matthias Sindelar
- Joachim Standfest
- Marko Stanković
- Peter Stöger
- Ernst Stojaspal
- Ivica Vastić
- Franz Wohlfahrt
- Manfred Zsak
- / Sean Dundee
- José Alberto Percudani
- Didier Dheedene
- Saša Papac
- Djalminha
- Petko Petkov
- Joey Didulica
- Mario Tokić
- Jocelyn Blanchard
- Tibor Nyilasi
- Szabolcs Sáfár
- Omer Damari
- Valdas Ivanauskas
- Arminas Narbekovas
- Nacer Barazite
- Rabiu Afolabi
- Thorstein Helstad
- Mons Ivar Mjelde
- Sigurd Rushfeldt
- Jacek Bąk
- Radosław Gilewicz
- Adam Ledwoń
- Sebastian Mila
- Arkadiusz Radomski
- Tomáš Jun
- Libor Sionko
- Stepan Vachousek
- Rashid Rahimov
- Vladimír Janočko
- Filip Šebo
- Milenko Ačimovič
- Nastja Čeh
- Mikael Antonsson
- Julio Morales